# The Reaping (film, 1913)
Pour les articles homonymes, voir The Reaping.
Pour plus de détails, voir Fiche technique et Distribution.
The Reaping est un film muet américain réalisé par Burton L. King et sorti en 1913.
En 1915, Burton L. King tournera un remake de son film avec Robyn Adair, Virginia Kirtley, Ed Brady et Eugenie Forde, pour la Selig Polyscope Company, portant le même titre, tandis que sortait en octobre de la même année un autre film produit par The Essanay Film Manufacturing Company et réalisé par E.H. Calvert, avec Lillian Drew, Camille D'Arcy, Richard Travers, portant encore ce même titre.

## Fiche technique
- Titre : The Reaping
- Réalisation : Burton L. King
- Scénario : C. Gardner Sullivan
- Producteur : Thomas H. Ince
- Société de production : Broncho Film Company
- Société de distribution : Mutual Film
- Pays d'origine :  États-Unis
- Langue : Anglais
- Format : Noir et blanc — 35 mm — 1,33:1 — Muet
- Genre : Film dramatique
- Durée : 10 minutes
- Dates de sortie : 
  -  États-Unis : 15 octobre 1913

## Distribution
- Walter Edwards
- Louise Glaum
- Leona Hutton
- Margaret Thompson